# 阿伯南特 (阿拉巴馬州)
阿伯南特（英語：Abernant）是位於美國阿拉巴馬州塔斯卡盧薩縣的一個非建制地區。該地的面積和人口皆未知。

## 地理
阿伯南特的座標為33°17′25″N 87°11′53″W / 33.29028°N 87.19806°W，而該地的平均海拔高度為142米（即466英尺）。